# Des Walker
Pour les articles homonymes, voir Walker.
Des Walker, né le 26 novembre 1965 à Hackney, district de Londres (Angleterre), est un footballeur anglais, qui évolue au poste de défenseur à Nottingham Forest, à la Sampdoria et à Sheffield Wednesday ainsi qu'en équipe d'Angleterre. 
Walker n'a marqué aucun but lors de ses cinquante-neuf sélections avec l'équipe d'Angleterre entre 1988 et 1993. Il participe à la Coupe du monde 1990 puis à l'Euro 1992. Il est le père de Tyler Walker.

## Carrière
- 1984-1992 : Nottingham Forest
- 1992-1993 : Sampdoria
- 1993-2001 : Sheffield Wednesday
- 2001-2004 : Nottingham Forest  [1]

## Palmarès

### En équipe nationale
- 59 sélections et 0 but avec l'équipe d'Angleterre entre 1988 et 1993.
- Quatrième de la Coupe du monde de football de 1990.
- Participation au Championnat d'Europe de football 1992.

### Avec Nottingham Forest
- Vainqueur de la Coupe de la Ligue anglaise de football en 1989 et 1990.